# ينس غراف
ينس غراف (بالنرويجية البوكمول: Jens Graff)‏ هو راقص نرويجي، ولد في 3 أكتوبر 1942.